# Manuel Senderos Irigoyen
Manuel Senderos Irigoyen (Celaya, 30 de enero de 1917-Ciudad de México, 14 de abril de 2009) fue un empresario mexicano de origen español. Se desempeñó como miembro fundador y primer director del IPADE Business School (Instituto Panamericano de Alta Dirección de Empresa). Además fue parte del grupo de empresarios que creó Bosques de las Lomas, una de las zona residenciales más exclusivas de México.

## Biografía
Nació el 30 de enero de 1917 en Celaya, Guanajuato. Fue hijo de Liberto Senderos, un inmigrante español originario de Santander, quien arribó a México a principios del siglo XX. Viajó a Estados Unidos para estudiar administración de negocios en la Universidad de Columbia y actuaría en la Universidad de Míchigan, sin embargo tras la muerte de su padre este interrumpió sus estudios y regresó a México para sucederlo como director de la aseguradora fundada por su progenitor un año antes, y que llevaba por nombre La Comercial; dicha empresa sería más tarde adquirida por Seguros AXA.
Junto a un grupo de empresarios conformado por, Carlos Llano Cifuentes, Eneko Belausteguigoitia, Gastón Azcárraga Tamayo, Fernando Casas, José María Basagoiti, entre otros, fundó el IPADE Business School (Instituto Panamericano de Alta Dirección de Empresa) en 1967, una de las primeras escuelas de negocios en América Latina, y de la cual se desempeñó como su primer director.
A principios de la década de los 1970 incursionó en el sector inmobiliario comprando terrenos el recién fallecido empresario Carlos Trouyet, con el fin de construir un fraccionamiento de lujo; fue así como se proyectó la creación de la colonia Bosques de las Lomas, una de las zona residenciales más exclusivas de México.
En 1976 participó en la creación del Consejo Coordinador Empresarial (CCE) con el objetivo de representar al sector empresarial y regular acciones de organismos de diversos sectores empresariales en México. Además, tres años antes inició con la idea de constituir una sociedad de fomento, llamada Desarrollo Económico Sociedad Civil (DESC) de la que fue director desde el momento de su fundación, hasta su retiro parcial en enero de 1986.
Fue galardonado en 1981 con la Medalla de Honor al Mérito Empresarial otorgado por la Cámara Nacional de Comercio de la Ciudad de México.

### Vida personal
Se casó con Gabriela Mestre, con quien procreó 5 hijos; de los cuales los primeros dos murieron en un accidente de aviación en la década de 1970. Su hijo Fernando Senderos Mestre se convirtió en un destacado empresario mexicano.